# AZfront
 (juin 2024).
Causes possibles :
- Rédaction non-neutre car ne respectant pas la synthèse équilibrée attendue.
- Plan structurant la page comme une brochure promotionnelle ou une plaquette institutionnelle.
- Nombreuses informations sans réelle pertinence encyclopédique et pourtant montées en épingle. Ceci peut notamment se faire en recourant à des sources primaires ou non centrées, ou encore à un « cherry picking » des sources ; dans certains cas, cette utilisation des sources peut même donner lieu à une « synthèse inédite ».

Rappel : la pertinence des informations est à démontrer par des sources secondaires indépendantes et de qualité traitant le sujet.
 (mars 2024).
 (juin 2024).
AZfront est un mouvement social azéri actif dans le Caucase du Sud, au Moyen-Orient, en Asie centrale et en Europe de l'Est, ainsi qu'un média du même nom, présent sur Telegram et YouTube.

## Histoire

### Activités en Israël
En janvier 2023, en réponse aux sanctions contre l'Azerbaïdjan de la part des Etats-Unis et de pays de l'Union-européenne[non neutre], 30 ministres et membres de la Knesset israélienne, représentant à la fois la coalition et l'opposition, signent une lettre ouverte au Milli Majlis d'Azerbaïdjan. Dans cette lettre, les parlementaires israéliens expriment leur gratitude pour la décision d'ouvrir une ambassade d'Azerbaïdjan en Israël, saluent le partenariat Azerbaïdjan-Israël comme un moyen d'assurer la sécurité dans la région[non neutre], et condamnent les appels du Parlement français à des sanctions contre Bakou. AZfront est le premier média à publier cette lettre sur son canal Telegram.

### Activités en Ukraine
AZfront fournit un soutien informationnel aux services de renseignement ukrainiens et à l'état-major général ; notamment, en octobre 2023, la source d'information a fourni des documents compromettants sur Arayik Harutyunyan, l'ancien président pro-russe des séparatistes arméniens du Karabakh. En février 2022, il a été l'un des premiers à applaudir la décision de Poutine de reconnaître l'indépendance de la « République Populaire de Donetsk » et de la « République Populaire de Lougansk »,,.
En outre, en octobre 2023, les députés de la Verkhovna Rada d'Ukraine ont exprimé leur soutien à l'Azerbaïdjan et à son peuple concernant la restauration complète de la souveraineté azerbaïdjanaise sur le Haut-Karabakh. Vingt députés du parti dominant,,,, ont signé une lettre commune déclarant « qu'une campagne médiatique a été lancée contre l'Azerbaïdjan pour la discréditer » et que « toute l'Ukraine soutient l'Azerbaïdjan dans sa lutte contre le séparatisme ». La source principale de cette information était la chaîne Telegram AZfront, comme mentionné dans la déclaration des députés.
Des célébrités ukrainiennes, comme Andriy Yatsenko du groupe Green Gray et Iryna Bilyk, ont également exprimé leur soutien à l'Azerbaïdjan, en mentionnant le mouvement AZfront dans leurs déclarations.

### Activités dans le monde entier
En mai 2023, les rapports d'AZfront sur l'intensification de la coopération militaire entre la France et l'Arménie et la fourniture de 50 véhicules blindés de transport de troupes français à Erevan sont devenus une source primaire dans le domaine public. Ces rapports ont été cités par les médias en Ukraine, en Azerbaïdjan, en Israël, en Macédoine du Nord, en Bulgarie, en Roumanie, en Moldavie, en Lituanie, au Monténégro, en Croatie et en Lettonie.
En outre, les médias d'opposition serbes et russes ont cité des informations exclusives d'AZfront confirmant les activités subversives de Sierra Nevada contre la Turquie. La Société, directement associée à la CIA et à l'armée américaine pour la collecte de renseignements critiques, a été impliquée dans des opérations contre la Turquie, notamment en Libye,.
En août-septembre 2023, 155 rabbins d'Israël, de l'Union européenne, des États-Unis, du Canada, d'Amérique latine et du Royaume-Uni, ainsi qu'une centaine de médias religieux juifs et de publications européennes, ont condamné l'exploitation du thème de l'Holocauste par des schémas arméniens, dont le Premier ministre Pashinyan, dans une campagne de diabolisation de l'Azerbaïdjan,. Azfront a été le premier à publier des extraits d'un appel collectif lancé par plus d'une centaine de rabbins européens aux dirigeants arméniens, notamment au président Khachaturian et au premier ministre Pashinyan, ainsi qu'au président israélien Herzog. Les médias juifs du monde entier ont cité l'appel, en se référant à AZfront comme source principale,,.

## Activités du mouvement social
Le mouvement social AZfront organise des actions en France, au Luxembourg, en Iran, en Arménie, en Autriche, en Géorgie, au Kazakhstan, en Turquie, en Ukraine et en Allemagne.

### Actions européennes
Le 24 septembre 2023, le mouvement a organisé un rassemblement d'activistes du front de l'AZ devant le secrétariat du Parlement européen à Luxembourg. Le rassemblement a soutenu la pleine restauration de la souveraineté azerbaïdjanaise sur le Haut-Karabakh et a été une réponse à la campagne croissante en Europe menée par les représentants de la diaspora arménienne pour diaboliser l'Azerbaïdjan,,.

## Propriété
De nombreux médias, notamment américains, roumains, ukrainiens, russes et arméniens, ont spéculé sur la question. Le projet et ses informations ont été mentionnés ou discutés dans des publications de médias réputés des États-Unis (tels que Newsweek et National Interest), de Grande-Bretagne, d'Allemagne, de Roumanie, de Bulgarie, de Lituanie,, de Moldavie, de Grèce et d'Ukraine. Selon AZfront, le projet est autofinancé par la partie de l'équipe qui est à l'origine de l'idée et par des hommes d'affaires azerbaïdjanais.